# Кривоозерська районна державна адміністрація
Кривоозерська райдержадміністрація — виконавчий орган Кривоозерського району Миколаївської області.
Діє на засадах законності, керуючись у своїй діяльності Конституцією та законами України, указами і розпорядженнями Президента України, постановами і розпорядженнями Кабінету Міністрів України та іншими актами законодавства, а також органів виконавчої влади вищого рівня. Займається розглядом питань, що належать до її компетенції, зокрема щодо делегованих Кривоозерською районною радою повноважень, які провадиться головою, першим заступником голови, заступниками голови, керівником апарату, апаратом, управліннями, відділами та іншими структурними підрозділами райдержадміністрації, а також консультативними, дорадчими та іншими допоміжними органами, службами, комісіями та колегією райдержадміністрації утворених головою. Робота районної державної адміністрації, її апарату та структурних підрозділів є відкритою і гласною, за винятком розгляду питань, що становлять державну таємницю або належать до конфіденційної інформації, що є власністю держави. Райдержадміністрація інформує громадськість про свою діяльність, залучає громадян до проведення перевірок, підготовки і розгляду питань, що належать до її компетенції. Голова райдержадміністрації призначається на посаду Президентом України за поданням Кабінету Міністрів України на строк повноважень Президента України. Повноваження голови райдержадміністрації набувають з моменту призначення. Місцева державна адміністрація покликана захищати права і законні інтереси людини і громадянина, а також держави. Саме держава відповідно до Конституції України відповідає перед людиною за свою діяльність і має своїм головним обов'язком утверджувати та забезпечувати права і свободи людини. Державна адміністрація зобов'язана відповідально ставитися до виконання своїх обов'язків із забезпечення комплексного соціально-економічного розвитку території та реалізації державної політики у визначених законодавством сферах управління.
У межах бюджетних коштів, що виділені на утримання райдержадміністрації, голова визначає її структуру. Розробляються відповідні положення про апарат та про структурні підрозділи райдержадміністрації керівниками цих підрозділів, положення погоджуються із заступниками голови (відповідно до розподілу обов'язків), а також з керівником юридичного відділу апарату райдержадміністрації і затверджуються розпорядженням голови райдержадміністрації.
Апарат районної державної адміністрації утворюється головою районної державної адміністрації в межах виділених бюджетних коштів і підпорядковується керівнику апарату та голові райдержадміністрації. У своїй діяльності апарат керується Конституцією України, Законом України «Про місцеві державні адміністрації» та іншими законами України, актами Президента України, Кабінету Міністрів України, інших центральних органів виконавчої влади, розпорядженнями голови обласної державної адміністрації, розпорядженнями голови, наказами заступника голови, керівника апарату, а також Положенням про апарат районної державної адміністрації.
Апарат районної державної адміністрації у процесі виконання покладених на нього завдань, взаємодіє із структурними підрозділами обласної державної адміністрації, районної державної адміністрації, виконавчими органами місцевого самоврядування, а також з підприємствами, установами, організаціями,
об'єднаннями громадян.